# Franz Hartmann
Ernst Franz Johan Hartmann, född 10 november 1898 i Jönköping, död 30 april 1988, var en svensk direktör. Hartman gjorde karriär inom bryggerinäringen och var verkställande direktör för AB Pripp & Lyckholm 1950-1963. Hartmann var även ordförande för AB Volvo.

## Biografi
Föräldrar var direktör Ernst Hartmann och Laura Heiss. Franz Hartmann gifte sig år 1929 sig med Inga-Greta Tellander, född 1908 i Göteborg, dotter till ingenjör Gunnar Tellander och Greta Mark. De fick sönerna Ernst Gunnar, född 1931, död 2013 och Bengt Lennart Richard, född 1934.
Hartmann blev diplomerad från Handelshögskolan i Stockholm 1920. Examen från högre bryggeriutbildning i Tyskland vid Hochschule für Landwirtschaft und Brauerei Weihenstephan 1922. Han blev gjorde sedan karriär inom bryggerinäringen som direktörsassistent hos J W Lyckholm & Co 1922-1925. AB J A Pripp & Son 1926-1931. Disponent hos Pripps Bryggeri 1931-1950. 
Verkställande direktör för AB Pripp & Lyckholm 1950-1963. Under hans tid som direktör fortsatte bolagets förvärvsstrategi med köp av Apotekarnes Förenade Vattenfabriker, Sveabryggerierna och ytterligare ett tiotal små byggerier i Väst- och Mellansverige. 1964 fusionerades AB Pripp & Lyckholm med AB Stockholms Bryggerier och bildade storkoncernen Pripp-Bryggerierna AB med säte i Stockholm och med Hartmann som styrelseordförande.

### Övriga styrelseuppdrag
Hartmann var en centralfigur i Göteborg som hade 42 styrelseuppdrag i början av 1960-talet. Han var styrelseordförande AB Coronaverken, AB CTC, EA Rosengrens, AB Liv Svea, AB Svea-Nornan, AB Ocean-Gauthiod, Säfveåns AB. Vice ordförande AB, AB Arvikaverken, AB Transatlantic. Styrelseledamot Fyrtornet AB, m fl .
Hartmann var vice ordförande och sedermera styrelseordförande i Skandinaviska Banken fram till fusionen med Stockholms Enskilda Bank, varigenom Skandinaviska Enskilda Banken bildades.
Hartmann invaldes i styrelsen för Volvo 1949 och blev 1962 dess ordförande  . Han var även vice ordförande för Volvos dotterbolag Bolinder-Munktell.